# بطن الريف
بطن الريف كلمة تطلق على المنطقة التي تقع بين فرعي النيل فتعرف (بالريف) (وكانت تطلق أحيانا على الدلتا بأكملها) أو بطن الريف.
وكانت لفروع النيل دائما أثرها الحاسم في التقسيم الإدارى للدلتا، التي تطلق عليها المصادر أسفل الأرض أو «أسفل أرض مصر» وكان يطلق على المنطقة الواقعة شرق الفرع الشرقي اسم «الحوف» أما المنطقة التي تقع بين الفرعين فتعرف (بالريف) (وكانت تطلق أحيانا على الدلتا بأكملها) أو بطن الريف، أما التي تقع في الغرب من الفرع الغربي فكان يطلق عليها البحيرة وبعد ذلك «الحوف الغربي» وحينئذ كان يطلق على الحوف الأصلي اسم الحوف الشرقي -وهذه التقسيمات تنقسم بدورها إلى قرى تتقرر حدودها بأهم الفروع، وكانت الوحدات الإدارية الأكبر تعتمد بعد ذلك أيضا على النهر. والوجه الجغرافي الحالي للدلتا إنما هو نتيجة لأعمال الري الجديدة التي بدأت في القرن التاسع عشر في عهد محمد علي باشا.